# Moravský Písek
Moravský Písek är en ort i Tjeckien.   Den ligger i regionen Södra Mähren, i den sydöstra delen av landet, 240 km sydost om huvudstaden Prag. Moravský Písek ligger 178 meter över havet och antalet invånare är 2 201.
Terrängen runt Moravský Písek är huvudsakligen platt, men norrut är den kuperad. Runt Moravský Písek är det tätbefolkat, med 257 invånare per kvadratkilometer. Närmaste större samhälle är Veselí nad Moravou, 5,2 km sydost om Moravský Písek. Trakten runt Moravský Písek består till största delen av jordbruksmark.